# Pasantía

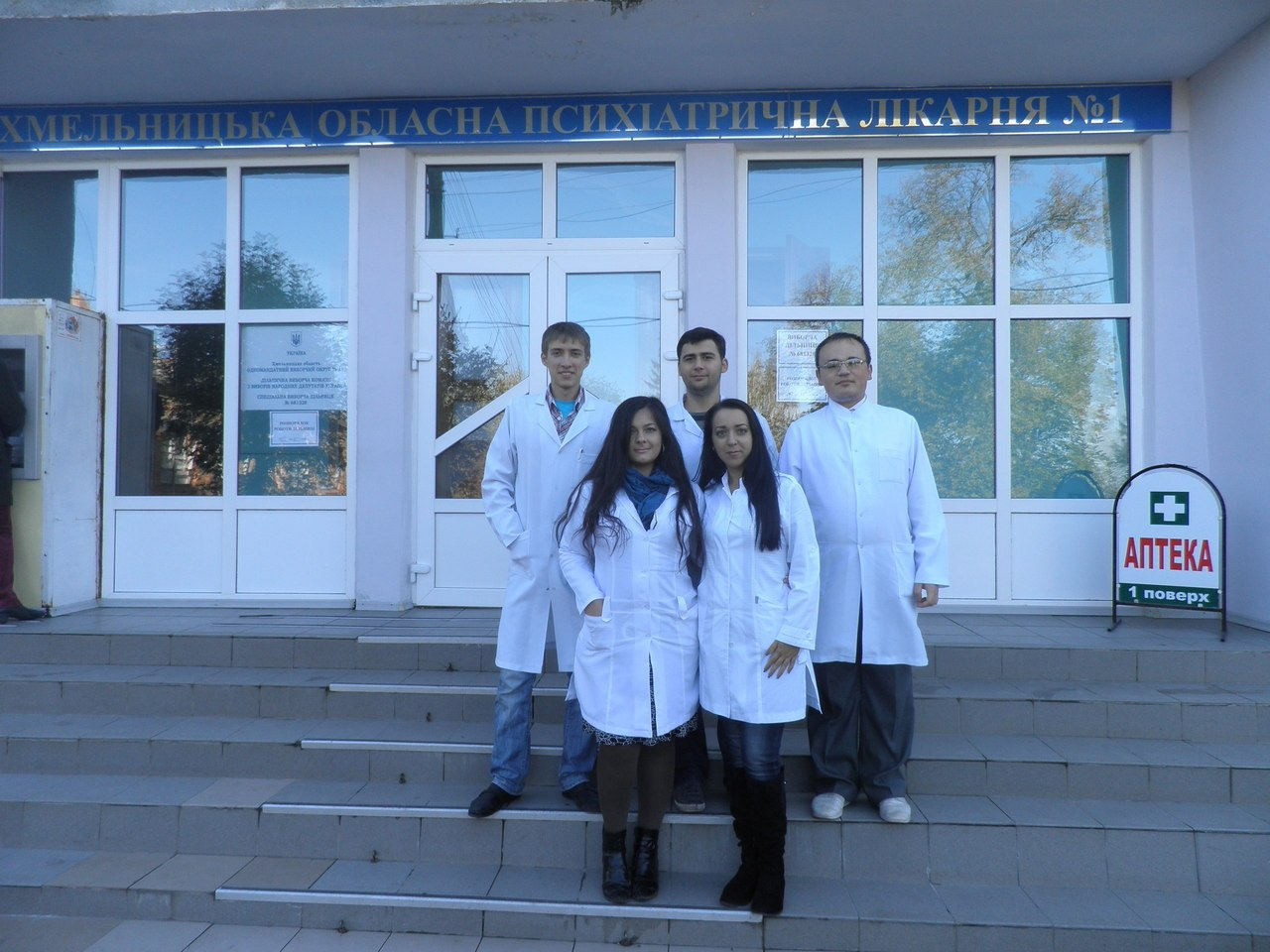
Pasantes en hospital psiquiátrico regional de Khmelnitskiy año 2012-2014.

Una pasantía, internado o puesto de interno es una práctica laboral de baja o nula remuneración que realizan algunos profesionales, especialmente un médico, un abogado o contador, para obtener experiencia de campo. Al que realiza la misma se le denomina pasante, en tanto que a los encargados de supervisarlo se les denomina tutores.

## En Venezuela
En Argentina y Venezuela, se conoce como pasante al profesional aún no graduado (por ejemplo diseñadores gráficos, ingenieros, administradores, etc.) que trabaja como profesional no titulado en una compañía en donde obtiene experiencia de campo, y se dice que este realiza una pasantía, o práctica profesional.

## En Chile, España y Perú
En Chile, España o Perú, se le llama práctica profesional o preprofesional (dependiendo si el interesado la realiza antes o después de la obtención de su título universitario), y funciona de la misma manera. En el lenguaje coloquial también se le conoce como «prácticas».
En algunas zonas de España, en particular en algunas partes de Galicia, se usa el término «pasantía» para referirse a las clases de apoyo.

## En Colombia
En Colombia, COLCIENCIAS define una pasantía como aquellas actividades de investigación que enriquecen el proceso de formación y aportan de manera decisiva a la realización de la tesis de doctorado. La pasantía se realiza en el exterior en una universidad o centro de investigación de alto reconocimiento.

## En México
En México se le llama «pasante» al estudiante de cualquier licenciatura que ha acreditado todas sus asignaturas y sólo le resta presentar una tesis, una tesina, un examen profesional o una práctica profesional para obtener su título universitario.

## En República Dominicana
En República Dominicana se le llama pasantía a las prácticas que se realizan durante el último año de la carrera, con la excepción de la carrera de Medicina. En esta, al último año de la carrera se le llama Internado y al anterior, Preinternado, dejándose el término pasante para los médicos recién graduados que deben completar una pasantía de un año en un hospital público para obtener su licencia médica.

## En las culturas anglosajonas
Además del término internship, que se aplica a la mayor parte de las profesiones, en el caso específico de la profesión jurídica se usa el término paralegal.